# 一龍齋貞鳳
一龍齋 貞鳳（いちりゅうさい ていほう、1926年9月1日 - 2016年12月27日）は、日本の講談師、政治家。本名、今泉 正二（いまいずみ しょうじ）。選挙では「一竜斉テイホー」の表記も使用していた。
参議院議員（1期）、環境政務次官（三木改造内閣・福田赳夫内閣）などを歴任した。

## 経歴
福島県出身。旧制法政大学第二中学校卒業。1938年に5代目一龍齋貞丈に入門するが、戦争のため一時中断。1946年に貞鳳を名乗る。1954年、真打昇進。
3代目江戸家猫八、三遊亭小金馬（現：2代目三遊亭金翁）とともに、NHKのバラエティコメディ番組『お笑い三人組』で人気を得る。今泉良夫の名で司会活動もしていた。1965年、芸術祭賞奨励賞受賞。
1971年、第9回参議院議員通常選挙に自由民主党公認候補として全国区より立候補し、当選する。当選後は田中派の旗揚げに参加し、三木改造内閣と福田赳夫内閣前期で環境政務次官を歴任、国立演芸場設立に尽力。一期を務めた。1977年の第11回参議院議員通常選挙で落選した。
1996年11月の秋の叙勲で勲三等に叙され、旭日中綬章を受章する。
政界引退後は、政治評論家として全国を講演活動。また、句会を主宰していた。
2016年12月27日、脳梗塞のため、東京都内で死去した。90歳没。2019年1月、三回忌を終えたことを機に遺族が死去を明らかにした。

## 人物
- 落語家の3代目三遊亭圓歌が新大久保駅の駅員だった頃、とあることが原因で先輩に引っぱたかれたが、その先輩の息子が貞鳳だった。後に圓歌は『中沢家の人々』のマクラでその逸話を紹介するとともに、「不思議な縁だ」と述懐している。
- 著書に『講談師ただいま24人』『話の幕間』などがある。

## 主な出演作品

### 映画
- 負ケラレマセン勝ツマデハ（1958年、豊田四郎監督）
- 水戸黄門漫遊記（1969年、千葉泰樹監督） - ナレーター

### テレビ番組
- お笑い三人組（1956年 - 1966年、NHK） - 今泉良夫 役（第1期）、浪人 役（第2期）、今泉正二 役（第3期）
- OK横丁に集まれ(1957年10月-1960年７月、NTV)
- チロリン村とくるみの木（1956年 - 1964年、NHK総合テレビ） - イタチのプー助 役
- ひょっこりひょうたん島（1964年 - 1969年、NHK総合テレビ)   - アルセーヌ・クッペパン 役
- 花王ワンダフルクイズ（1956年 - 1962年、日本テレビ） - 今泉良夫名義で司会。
- 歌のグランプリショー（1962年 -1970年、日本テレビ） - 今泉良夫名義で司会。
- エプロンおばさん 第2期 第14話（1967年、日本テレビ）
- 笑点 (1969年、日本テレビ)  -立川談志休演時の代理司会

### ラジオ番組
- 芸能ダイヤル「三人のジョッキー」（NHKラジオ第1、1964年4月12日 - 1965年4月4日）

## 著書
- 『話の味覚』 1962年
- 『話の幕間』 オリオン社、1966年
- 『講談師ただいま24人』 朝日新聞社、1968年
- 『想ひ川』 桃源社、1978年